# Szidónia Vajda
Pour les articles homonymes, voir Vajda.
Szidónia Vajda ou Lázárné-Vajda est une joueuse d'échecs roumano-hongroise née le 20 janvier 1979 à Odorheiu Secuiesc.
Au 1er janvier 2018, elle est la deuxième joueuse hongroise en activité et la 95e joueuse mondiale avec un classement Elo de 2 362 points.

## Biographie et carrière
Maître international (titre mixte) depuis 2003, elle a remporté le championnat d'Europe des moins de 16 ans en 1995 et le championnat de Hongrie d'échecs en 2004 et 2015.
Elle est la sœur du grand maître international roumain Levente Vajda.

### Compétitions par équipe
Szidónia Vajda a représenté la Roumanie lors du championnat d'Europe d'échecs des nations de 1999. remportant la médaille de bronze par équipe. Avec la Hongrie, elle a remporté la médaille d'argent par équipe et la médaille de bronze individuelle au deuxième échiquier lors du championnat d'Europe par équipe de 2003.
Elle a participé aux olympiades de 2002 à 2010 avec la Roumanie, remportant la médaille d'or individuelle au deuxième échiquier lors de l'olympiade de 2004.